# Lacinipolia gertana
Lacinipolia gertana är en fjärilsart som beskrevs av Smith 1913. Lacinipolia gertana ingår i släktet Lacinipolia och familjen nattflyn. Inga underarter finns listade i Catalogue of Life.